# Silberhort von Norrie’s Law
Der Silberhort von Norrie’s Law wurde in einem bronzezeitlichen Grabhügel auf der Balman Farm, eine Meile nördlich des Berges Largo Law, in der Grafschaft Fife am nördlichen Ufer des Firth of Forth in Schottland gefunden. In der Nähe liegen die Wemyss Caves.
Eine Legende besagt, dass der Hügel mit der Bestattung des dänischen Kriegers Norroway in einer silbernen Rüstung zu tun hat.
In den 1830er Jahren stiftete Lady Durham dem schottischen Museum für Antiquitäten verschiedene kostbare Silberstücke. Dabei handelt es sich um große Ringfibeln, zwei blatt- und rautenförmige Tafeln, eine große silberne Scheibe, eine Schale, Fingerringe und eine Vielzahl von Armbandstücken. Die beiden Tafeln und einer der Anstecker tragen charakteristische Symbole wie Doppelscheibe und Z-Stab und einen Hirsch (evtl. Hund). Dies ist eines der wenigen Beispiele für die Benutzung der Symbole auf einem anderen Trägermaterial als Stein (Piktischer Symbolstein).
Die piktischen Silberobjekte und einige spätrömische Elemente wurden etwa 1819 beim Sandabbau gefunden. Die meisten Teile des auf 12,5 kg geschätzten Hortes, darunter eine Reihe Silbermünzen, sind an einen lokalen Goldschmied verkauft und eingeschmolzen worden. Nur ein paar Stücke blieben erhalten. Die Datierung erfolgte in das 7. Jahrhundert.